# Dinaro della Krajina
Il dinaro della Krajina è stata la valuta scelta dall'autoproclamata Repubblica Serba di Krajina tra il 1992 e il 1995.

## Storia
Si susseguirono tre diversi versioni di questo dinaro.
- La prima fu introdotta nel luglio del 1992, con cambio alla pari con il dinaro jugoslavo, per dare alla Krajina una valuta distinta dal dinaro croato, adottato dalla Croazia all'atto della separazione dalla Jugoslavia, e per rimarcare così la separazione dalla prima e il riavvicinamento alla seconda dopo l'atto di autoproclamazione della repubblica già avvenuto alcuni mesi prima.
- La seconda versione rimpiazzò la prima con un concambio di 1 ad un milione il 1º ottobre 1993.
- La terza versione rimpiazzò la seconda con un concambio di 1 ad un miliardo il 1º gennaio 1994.

Nel corso del 1995 la Croazia riprese il controllo della regione ed abolì il dinaro introducendo quella che nel frattempo era diventata la propria nuova valuta, la kuna croata.
Non avendo l'autoproclamata Repubblica Serba di Krajina mai raggiunto il riconoscimento della comunità internazionale, neppure la sua valuta lo ebbe e non è quindi dotata di un proprio codice ISO 4217.

## Monete
Non sono state coniate.

## Banconote
Nel 1991, il governo della Repubblica Serba di Krajina emise dei biglietti provvisori, stampati su un'unica faccia da 10 000, 20 000 e 50 000 dinari. Questi biglietti furono seguiti, nel 1992, da quelli standard da 10, 50, 100, 500, 1000 e 5000 dinari. In seguito, sempre nel 1992, furono emesse delle banconote da parte della Narodna Banka Republike Srpske Krajine (Banca nazionale della repubblica serba di Krajina) con valori da 10 000 e 50 000 dinari. Queste furono seguite dalla banconote da 100 000, 1 milione, 5 milioni, 10 milioni, 20 milioni, 50 milioni, 100 milioni, 500 milioni, 1 miliardo, 5 miliardi e 10 miliardi di dinari. Quando fu introdotto il secondo dinaro alla fine del 1993, furono emesse banconote con i valori di 5000, 50 000, 100 000, 500 000, 5 milioni, 100 milioni, 500 milioni, 5 miliardi, 10 miliardi e 50 miliardi. Nel 1994, fu emesso il terzo dinaro con valori da 1000, 10 000, 500 000, 1 milione e 10 milioni di dinari.
Le banconote avevano il testo scritto su una faccia con l'alfabeto cirillico e sull'altra con quello latino.